# Lilltjärnen (Burträsks socken, Västerbotten, 714489-172606)
Lilltjärnen är en sjö i Skellefteå kommun i Västerbotten och ingår i Rickleåns huvudavrinningsområde.